# Kenilworth Road
Il Kenilworth Road è uno stadio di calcio a Luton, nel Bedfordshire, in Inghilterra.
Fin dal 1905 ospita le partite interne del Luton Town.

## Storia
A partire dalla sua data di costruzione lo stadio ha subito molti cambiamenti importanti. Venne in gran parte rinnovato nel corso dei primi anni Trenta, durante i quali raggiunse la capienza di 30000 posti, a sedere e non. Il 7 ottobre 1953 lo stadio ospitò un'amichevole del Luton Town contro la formazione turca del Fenerbahçe. Nel 1955 la squadra ottenne la promozione alla First Division e così l'impianto ospitò per la prima volta incontri della massima serie. Nel 1985 l'erba naturale del campo venne sostituita con erba in sintetico: la cosa suscitò molte critiche e così il manto sintetico venne rimosso nel 1991. Sempre tra il 1985 e il 1991, l'impianto fu chiuso ai tifosi ospiti per una rissa e un'invasione di campo da parte dei tifosi del Millwall nel 1985.